# Gautier & Frélat
Gautier & Frélat war ein französischer Hersteller von Automobilen.

## Unternehmensgeschichte
Das Unternehmen aus Paris begann 1921 mit der Produktion von Automobilen. Der Markenname lautete GFN. Etwa 1925 endete die Produktion.

## Fahrzeuge
Das Unternehmen stellte Kleinwagen, sogenannte Voiturettes, her.